# Polittico dell'Intercessione

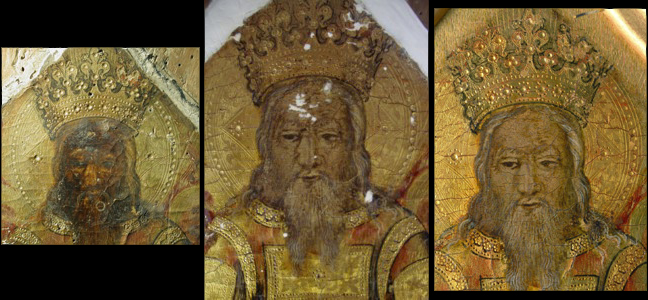
Fasi del restauro

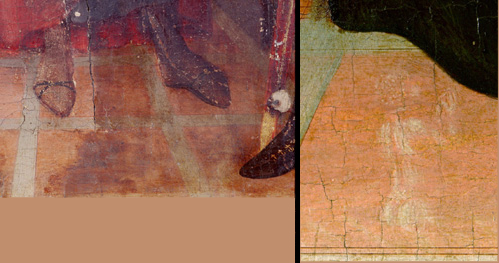
Riscoperta delle "animule" dopo il restauro

Il Polittico dell'Intercessione è un dipinto a tempera e oro su tavola (222x97 cm) di Gentile da Fabriano, databile al 1420-1423 circa e conservato nella sagrestia della chiesa di San Niccolò sopr'Arno a Firenze.

## Storia
Il polittico venne eseguito durante il soggiorno fiorentino del pittore (1420-1423), mentre lavorava al suo capolavoro, la Pala Strozzi. Il Polittico dell'Intercessione, dal nome del soggetto del pannello principale, venne realizzato per una committenza imprecisata e si ignora la sua collocazione originale: per la forma insolitamente lunga e bassa si è anche ipotizzato che fosse la parte superiore di un insieme perduto o comunque un arredo minore per un altare. Varie ipotesi sono state formulate: che fosse la prima commissione a Gentile dei Quaratesi (per cui dipinse poi il Polittico Quaratesi, sempre per San Niccolò), o della famiglia Bardi, o ancora che l'opera provenisse dalla chiesa di San Salvatore al Monte. Quest'ultima ipotesi, avanzata dagli studiosi in occasione del recente restauro, si basa sulle analogie dei soggetti trattati con figurazioni care ai francescani, che abitavano a San Salvatore, nonché la presenza in loco di una cappella dai Santi Cosma e Damiano (poi ridedicata a San Bernardino da Siena): un documento del 1810 parla infatti di alcune opere trasferite da San Salvatore a San Niccolò in occasione della soppressione del convento, tra cui un dipinto di forma "quintica", cioè a cinque scomparti, di dimensioni compatibili con quelle dell'opera, anche se di soggetto diverso (ma non è escluso che possa esserci stato un errore nella compilazione).
La prima menzione certa dell'opera è in San Niccolò nel 1862; già oggetto di un restauro aggressivo, venne successivamente gravemente danneggiato nel 1897 da un incendio, che abbrustolì l'intera superficie. Il successivo tentativo di pulitura non diede risultati positivi nel recupero della leggibilità, facendolo ritenere un capolavoro perduto, stoccato per anni nei depositi delle gallerie fiorentine a Palazzo Pitti. Il pessimo stato di conservazione aveva anche fatto dubitare sull'autografia del maestro, ribadita invece con forza da Roberto Longhi e i suoi allievi. Nel 1979 Luciano Bellosi aveva negato la paternità fiorentina dell'opera, assegnandola a una fase anteriore, magari quella veneziana, credendo che l'opera fosse stata inviata a Firenze come “biglietto da visita” dal pittore, come saggio della sua bravura prima di stabilirsi in città.
Solo dal 2003, grazie a un sostanziale contributo economico della Indesit Company, si è proceduto a un restauro nell'Opificio delle Pietre Dure con tecniche moderne che, incoraggiato da alcuni saggi positivi (1995), è riuscito nell'insperato compito di recuperare quanto perduto. Con la riflettografia IR a scanner si è appurato come, sotto la pesante patinatura dovuta al restauro antico e fusa con il materiale originale durante l'incendio, il dipinto conservasse buona parte dei suoi valori pittorici, che sono stati riportati in superficie con una pulitura a base di diversi solventi (resin soaps, solvent gels, emulsioni steariche) in modo graduale, differenziato e selettivo, a seconda delle diverse esigenze delle varie micro-porzioni. Al termine del lavori, nel 2006, l'opera è stata oggetto di una mostra di presentazione a palazzo Medici-Riccardi. Al termine della mostra è stato riconsegnato alla sagrestia della chiesa, dove era stato collocato in antico. Il restauro è stato condotto da Roberto Bellucci, con la collaborazione di Francesca Bettini e Irma Passeri (per la superficie pittorica); e Ciro Castelli, Mauro Parri e Andrea Santacesaria (per il supporto ligneo); con la direzione di Marco Ciatti e Cecilia Frosinini.

## Descrizione e stile
Il polittico è a cinque scomparti di diversa dimensione, piuttosto insoliti per forma, dimensione e iconografia. Al centro si vedono Gesù e la Vergine Maria che intercedono presso l'Eterno, fluttuanti nel cielo al di sopra un arco azzurro, rappresentazione dei cieli del Paradiso che si vede, simile, anche nel Polittico di Valle Romita. A sinistra la Resurrezione di Lazzaro affiancata all'estremità da San Ludovico di Tolosa a tutta figura, santo francescano; a destra i Santi Cosma, Damiano e Giuliano, affiancati nell'ultimo pannello da San Bernardo a tutta figura.
Senza paragoni in ambito fiorentino è la dedica dello scomparto centrale a una scena di "intercessione", tema tanto caro ai francescani, così come la presentazione egualitaria di Gesù e della Vergine di fronte a Dio. Sono rari anche i soggetti nei pannelli ai lati di essa, il miracolo di Gesù e l'incontro, in una via cittadina, di tre santi. Ludovico di Tolosa è rappresentato benedicente, davanti ad un drappeggio rosso; Bernardo di Chiaravalle è invece posto in paesaggio, con un diavoletto incatenato. Proprio Bernardo è il santo a cui era attribuito nel Medioevo lo Speculum Humanae Salvationis in cui si parla ampiamente dell'Intercessione. Lazzaro sarebbe un esempio lampante di resurrezione promessa da Cristo, e i santi nel pannello destro sono figure a cui il devoto è invitato a rivolgersi, sull'esempio di due animule (piccoli fantasmi di infanti nudi), dipinti quasi in trasparenza ai piedi di loro (riscoperte solo col restauro). A queste anime vanno poi aggiunte quelle incise direttamente nell'oro del pannello centrale ("crisografie"), tra la Vergine e Gesù, appena leggibili, secondo un raffinato trattamento della materia aurea che si ritrova anche in altre opere dell'artista.